# 賽銭箱
| ウィキペディアには「賽銭箱」という見出しの百科事典記事はありません（タイトルに「賽銭箱」を含むページの一覧/「賽銭箱」で始まるページの一覧）。 代わりにウィクショナリーのページ「賽銭箱」が役に立つかもしれません。 |